# Liste der Kreisstraßen im Rhein-Kreis Neuss
Die Liste der Kreisstraßen im Rhein-Kreis Neuss ist eine Auflistung der Kreisstraßen im Rhein-Kreis Neuss, Nordrhein-Westfalen.

## Abkürzungen
- K: Kreisstraße
- L: Landesstraße

## Liste
Die Kreisstraßen behalten die ihnen zugewiesene Nummer innerhalb von Nordrhein-Westfalen auch bei einem Wechsel in einen anderen Kreis oder in eine kreisfreie Stadt. Nicht vorhandene bzw. nicht nachgewiesene Kreisstraßen werden in Kursivdruck gekennzeichnet, ebenso Straßen und Straßenabschnitte, die unabhängig vom Grund (Herabstufung zu einer Gemeindestraße oder Höherstufung) keine Kreisstraßen mehr sind.
Der Straßenverlauf wird in der Regel von Nord nach Süd und von West nach Ost angegeben.
| Nr.  | Verlauf |
| ---- | --- |
| K 1  | L 386 in Bösinghoven – Ossum – Lank-Latum – L 137 – Langst-Kierst – K 9 – Rheinfähre                                                                                                |
| K 3  | (K 3 in Mönchengladbach) – Kreisgrenze – L 31 in Neersbroich |
| K 4  | L 390 in Kaarst – Vorst – K 34 – L 361 – Kleinenbroich – L 381 – K 8 in Glehn |
| K 5  | (K 5 in Mönchengladbach) – Kreisgrenze – Herzbroich – K 23 – L 382 in Korschenbroich                                                                                                |
| K 6  | (K 6 in Krefeld) – Kreisgrenze – L 386 |
| K 7  | L 201 in Reuschenberg – – K 17 – Weckhoven – L 142 in Hoisten |
| K 8  | in Liedberg – Glehn – K 29 – L 361 – – Lüttenglehn – Grefrath – L 154 – – Lanzerath – L 380 in Neuss                                                                                |
| K 9  | (K 9 in Krefeld) – Kreisgrenze – Nierst – K 16 – K 1 – Langst-Kierst – Ilverich – K 16 – L 137 in Strümp                                                                            |
| K 10 | K 25 – K 40 – Noithausen – K 22 – L 361 – Barrenstein – K 31 – K 26 in Oekoven |
| K 11 | in Steinhausen – K 29 – Steinforth – L 32 |
| K 12 | L 36 in Straberg – L 380 – Horrem – Nachtigall – Zons |
| K 13 | L 32 in Neuenhoven – Rath – K 25 in Bedburdyck |
| K 14 | (K 14 in Mönchengladbach) – Kreisgrenze – L 381 in Korschenbroich |
| K 16 | K 9 in Nierst – Lank-Latum – K 1 – K 9 in Ilverich |
| K 17 | K 7 in Reuschenberg – Selikum – L 380 – L 137 in Gnadental |
| K 18 | (K 18 im Rhein-Erft-Kreis) – Kreisgrenze – (in Köln nicht befahrbar) – Kreisgrenze – nicht befahrbar – K 36 – Hackenbroich – (Abzweig – Kreisgrenze – K 18 in Köln) – – in Dormagen |
| K 19 | (K 19 in Mönchengladbach) – Kreisgrenze – Hochneukirch – K 21 – L 19 – in Schaan |
| K 20 | L 142 – Schlicherum – K 30 – Rosellen – Rosellerheide – K 33 |
| K 21 | (K 21 in Mönchengladbach) – Kreisgrenze – L 19 in Hochneukirch |
| K 22 | K 10 – Grevenbroich – K 43 – L 116 |
| K 23 | K 5 in Herzbroich – L 382 – Raderbroich – L 381 – L 382 in Pesch |
| K 24 | (K 24 im Rhein-Erft-Kreis) – Kreisgrenze – L 375 – Vanikum – – K 26 – Rommerskirchen – – Kreisgrenze – (K 24 im Rhein-Erft-Kreis)                                                   |
| K 25 | L 32 – Aldenhoven – K 13 – Bedburdyck – L 71 – K 10 – L 116 |
| K 26 | K 27 in Evinghoven – Deelen – Oekoven – K 10 – – L 375 |
| K 27 | L 142 – K 31 – Villau – Ramrath – Hoeningen – Widdeshoven – L 69 – Evinghoven – K 26 – in Anstel                                                                                    |
| K 29 | (K 29 in Mönchengladbach) – Kreisgrenze – Steinforth – K 11 – Rubbelrath – Glehn – K 8 – K 4 – L 361 in Epsendorf                                                                   |
| K 30 | L 142 in Hoisten – K 20 – L 380 – Allerheiligen – Elvekum – K 33 – in Uedesheim |
| K 31 | K 27 – L 69 – Barrenstein – – Allrath – L 375 – Neurath – L 375 |
| K 33 | L 201 in Neubrück – Mühlrath – Hülchrath – L 142 – Neukirchen – – Pfannenschuppen – Neuenbaum – Rosellerheide – K 20 – Allerheiligen – L 380                                        |
| K 34 | L 390 – Vorst – K 4 – Driesch – L 154 in Büttgen |
| K 35 | K 23 – Kleinenbroich – L 381 – Pesch – Drölsholz – L 382 in Liedberg |
| K 36 | L 280 in Delhoven – K 18 in Hackenbroich |
| K 37 | L 390 in Kaarst – Holzbüttgen – L 381 in Büttgen |
| K 38 | L 375 – Frimmersdorf – K 39 – K 31 in Neurath |
| K 39 | L 116 – K 38 – L 375 |
| K 40 | L 142 in Hemmerden – K 10 in Noithausen |
| K 43 | Elsen – K 22 – Gustorf – Gindorf – L 361 |

## Quelle
- Landesvermessungsamt Nordrhein-Westfalen, Kreiskarte Nr. 33: Kreis Neuss, Stadt Mönchengladbach